# Mątwica (przystanek kolejowy)
Mątwica – dawny wąskotorowy kolejowy przystanek osobowy we wsi Mątwica, w województwie podlaskim, w Polsce.